# 田野 (足球运动员)
田野（1972年1月14日—），前中国足球运动员，现在担任中甲联赛球队广东日之泉的守门员教练。

## 球员生涯
田野在家乡球队湖南莱孚开始职业足球生涯。1997年，湖南莱孚解散后，田野被球队挂牌。但直到1999年他才被刚降入甲B联赛的广州太阳神买入。2003年他加盟浙江绿城，并在2006年帮助球队升上中超联赛后宣布退役。

## 教练生涯
2007年5月18日，田野在浙江绿城新上任的主教练周穗安的邀请下，回到浙江绿城担任守门员教练。而他的训练能力也一度受到媒体的表扬。但在2009年9月20日，周穗安被绿城解职，田野也因此离任。
2009年12月20日，田野加盟广州足球俱乐部，担任球队的守门员教练，辅助彭伟国。2010年3月，李章洙接替彭伟国成为广州恒大主教练，田野转而负责三线队的工作。2011年，他担任由广州恒大二队组成的广州青年队守门员教练，参加中国足球乙级联赛，协助主教练彭伟国的工作。2012年，田野加盟广东日之泉，担任守门员教练。